# Зигфрид Едстрьом
Зигфрид Едстрьом (на шведски: Sigfrid Edström) е шведски предприемач и четвъртият президент на Международния олимпийски комитет (МОК).
Роден е в селището Морланда на остров Орост. Учи в университета по технологии в Гьотеборг, а по-късно в Швейцария и САЩ. Като юноша се слави с добрите си спринтьорски умения. Сред постиженията му е пробягването на 100 метра за 11 секунди. Директор е на компанията ASEA от 1903 до 1933.
По-късно става един от организаторите на олимпиадата в Стокхолм през 1912. По това време се създава световната атлетическа организация (IAAF), а като неин първи президент е избран именно Едстрьом.
През 1920 става член на МОК, а през 1942 е обявен за неин президент. През 1952 се отказва от председателството.